# Platja del Port (Llançà)

La platja del Port és una platja urbana del municipi de Llançà (Alt Empordà) situada a la badia de Llançà, al barri del Port. Limita al nord amb la desembocadura del riu Ribera de Llançà i al sud amb l'escullera del port de Llançà, que la protegeix del mar obert. Té una longitud de 361 m i una amplada mitjana de 24 m, de sorra molt gruixuda i un pendent d'entrada a l'aigua molt fort. Està flanquejada en tota la seva longitud pel passeig marítim arbrat, en el qual hi ha restaurants, bars i altres comerços, i una oficina de Turisme. Disposa de dutxes, vàters, vigilància, neteja diària, punt de la Creu Roja i, en els mesos d’estiu, una carpa que fa les funcions de biblioteca pública.

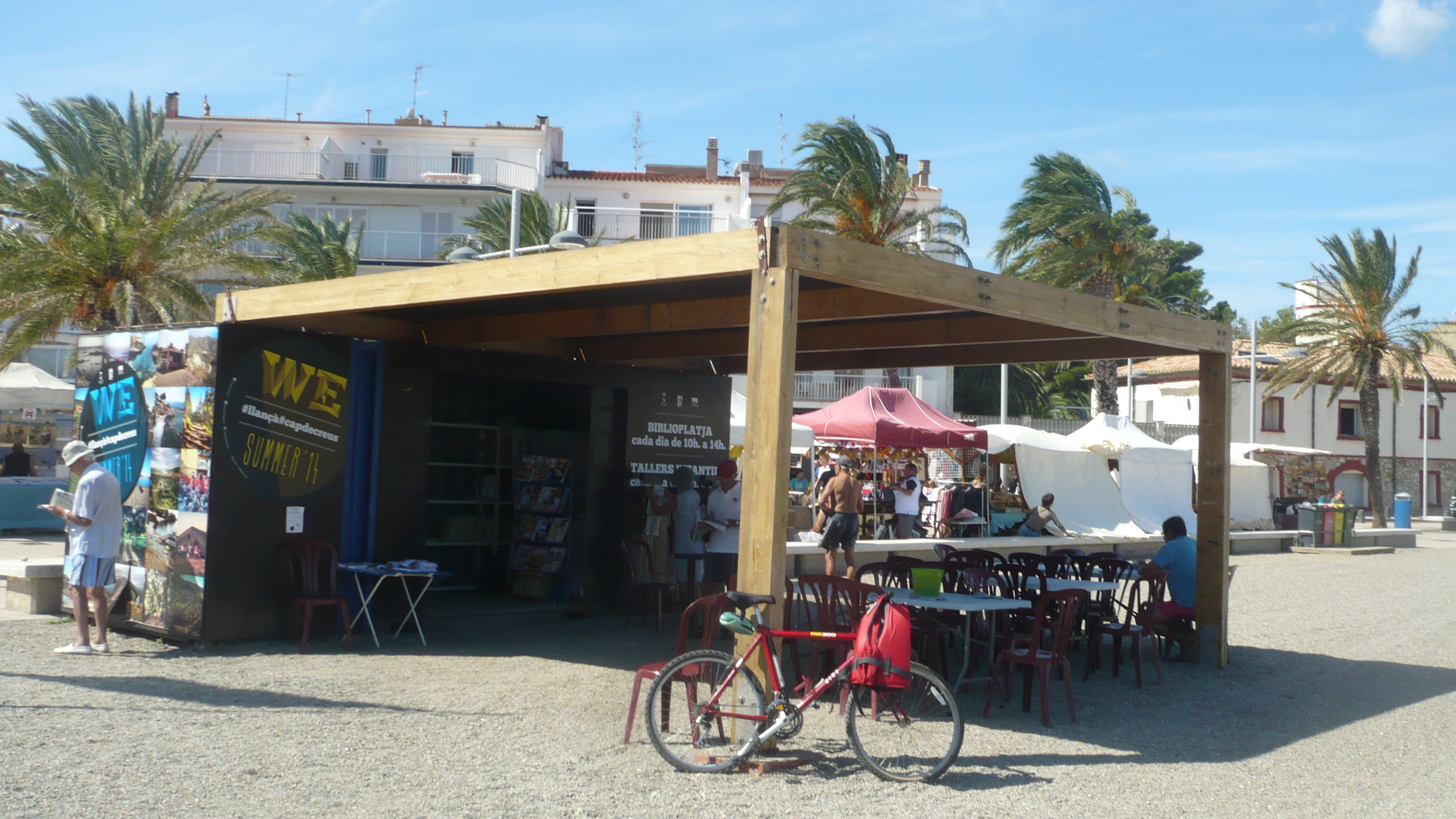
Biblioteca a la platja

L'Agència Catalana de l'Aigua efectua un control setmanal de la qualitat de l'aigua, durant la temporada de bany, amb el resultat d'excel·lent. Està guardonada amb la Bandera Blava, que reconeix internacionalment la qualitat de l'aigua i serveis.